# Brigitte Bako
Brigitte Bako (Montreal, 15 de mayo de 1967) es una actriz y bailarina canadiense conocida por su actuación en el filme The Escape de 1997 junto a Patrick Dempsey.

## Biografía
Brigitte es hija de padres de origen judío. Su madre es una sobreviviente del Holocausto. Bako se formó como una artista de la danza llegando a estar en el Gran Ballet de Canadá. Actuó en numerosas producciones canadienses y fue seleccionada por Martin Scorsese para el film Historías de New York.
Por su participación en las producciones Red Shoes Diaries, Un buen policía y Santa Mónica, Bako fue galardoenada en 2002 con el premio Genie Award.

## Filmografía
- New York Stories / Life lessons (1989)
- One Good Cop (1991)
- Red Shoe Diaries (TV-1992)
- Fifteenth Phase of the Moon (TV-1992)
- I Love a Man in Uniform (1993)
- Dark Tide (1993)
- Replikator (1994)
- Strange Days (1995)
- Irving (1995)
- Double Take (1997)
- Dinner and Driving (1997)
- The Escape (1997)
- The Week That Girl Died (1998)
- Paranoia (1998)
- Primary Suspect (2000)
- Wrong Number (2001)
- Sweet Revenge (2001)
- Saint Monica (2002)
- Who's the Top? (2005)

### Series de televisión
- Gargoyles (voz, 1994)
- 3x3 Eyes (voz, 1995)
- Godzilla: The Series (voz, 1998)
- The Mind of the Married Man (2001)
- The Atwood Stories (2003, episodio "Isis in Darkness")
- Law & Order (un episodio, 2004)
- G-Spot (2005)
- Californication (un episodio, 2007)